# Стара Голешка
Стара Голешка (словац. Stará Holeška) — водотік в Словаччині,  ліва притока Вагу, протікає в окрузі П'єштяни.
Довжина приблизно 4.1 км. Осушувальний канал; знаходиться в масиві Дунайська низовина (геоморфологічна підодиниця Подунайські пагорби; на висоті близько 160 метрів.. Впадає Орвіштський канал.
Протікає територією села Драговце. Впадає у Ваг на висоті приблизно 150 метрів.